# Frank O'Connor (attore)
Frank O'Connor (New York, 11 aprile 1897 – Los Angeles, 22 novembre 1959) è stato un attore, regista e sceneggiatore statunitense.

## Biografia
Attivo fin dai tempi del muto, iniziò ad apparire sugli schermi a metà degli anni dieci. Dai primi anni venti e per tutti gli anni trenta, lavorò come regista e sceneggiatore, dirigendo - tra gli altri - alcune famose attrici del muto come Clara Bow, Betty Compson, Pauline Frederick e Gladys Hulette.
O'Connor ebbe una lunga carriera di caratterista durata oltre quarant'anni, durante la quale prese parte a più di seicento film. Tra le sue ultime apparizioni, alcuni piccoli ruoli nella serie televisiva Perry Mason alla fine degli anni cinquanta.

## Filmografia

### Regista
- Everything for Sale
- A Virginia Courtship
- A Homespun Vamp
- La brigantessa (Go Straight) (1925)
- The Lawful Cheater (1925)
- One of the Bravest (1925)
- Free to Love
- The Speed Limit (1926)
- Hearts and Spangles
- Devil's Island (1926)
- The Block Signal (1926)
- The False Alarm (1926)
- The Silent Power (1926)
- Spangles (1926)
- Exclusive Rights
- Heroes of the Night (1927)
- Sinews of Steel (1927)
- Colleen (1927)
- Your Wife and Mine (1927)
- The Masked Angel (1928)
- Just Off Broadway (1929)
- Call of the Circus
- Religious Racketeers (1938)

### Sceneggiatore
- The Silent Accuser, regia di Chester M. Franklin (1924)
- The Lawful Cheater, regia di Frank O'Connor (1925)
- The Block Signal, regia di Frank O'Connor (1926)
- Marinai senza bussola (Why Sailors Go Wrong), regia di Henry Lehrman (1928)
- Linda, regia di Mrs. Wallace Reid (Dorothy Davenport) - adattamento (1929)
- Religious Racketeers, regia di Frank O'Connor - soggetto e sceneggiatura (1938)
- La signora dei diamanti (Adventure in Diamonds), regia di George Fitzmaurice - soggetto (1940)

### Attore
- The Voice in the Fog, regia di J.P. McGowan (1915)
- The Silent Witness, regia di Harry Lambart (1917)
- Madame Sherry, regia di Ralph Dean (1917)
- The Crucible of Life
- A Successful Failure, regia di Arthur Lubin (1934)
- L'uomo elettrico (Man-Made Monster), regia di George Waggner (1941)
- Il pilota razzo e la bella siberiana (Jet Pilot), regia di Josef von Sternberg (1957)
- Decisione al tramonto (Decision at Sundown), regia di Budd Boetticher (1957)
- La legge del fucile (Day of the Bad Man), regia di Harry Keller (1958)